# Creobroter
Creobroter — рід богомолів родини Hymenopodidae. Об'єднує близько 20 видів богомолів, що мешкають у Південно-Східній Азії. Мають яскраві плями на надкрилах. Цих богомолів часто утримують як домашніх тварин.

## Опис
Середнього розміру богомоли. Забарвлення переважно зеленого кольору з яскравим малюнком на надкрилах. Крила червоні, добре розвинені в обох статей. Статевий диморфізм помірний, самці трохи дрібніші за самиць.
Органи слуху розташовані на середньо- та задньогрудях. Непарний орган на середньогрудях сприймає звуки з частотою 2-4 кГц, задньогрудний орган здатний сприймати більш високочастотні коливання: 25-40кГц.

## Види
Рід встановлено Джоном Вествудом у 1889 році. Типовим видом є Creobroter discifera.
- С. apicalis[sv] Saussure, 1869
- С. celebensis[sv] Werner, 1931
- С. discifera[sv] Serville, 1839
- С. elongata[sv] Beier, 1929
- С. episcopalis [sv] Stal, 1877
- С. fasciatus[sv] Werner, 1927
- С. fuscoareatus[sv] Saussure, 1870
- С. gemmatus[sv] Saussure, 1869
- С. granulicollis[sv] Saussure, 1870
- С. insolitus[sv] Beier, 1942
- С. jiangxiensis[sv] Zheng, 1988
- С. labuanae[sv] Hebard, 1920
- С. laevicollis[sv] Saussure, 1870
- С. medanus[sv] Giglio-Tos, 1915
- С. meleagris[sv] Stal, 1877
- С. nebulosa[sv] Zheng, 1988
- С. pictipennis[sv] Wood-Mason, 1878
- С. signifer[sv] Walker, 1859
- С. sumatranus[sv] de Haan, 1842
- С. urbanus[sv]  Fabricius, 1775
- С. vitripennis[sv]  Beier, 1933

## Галерея

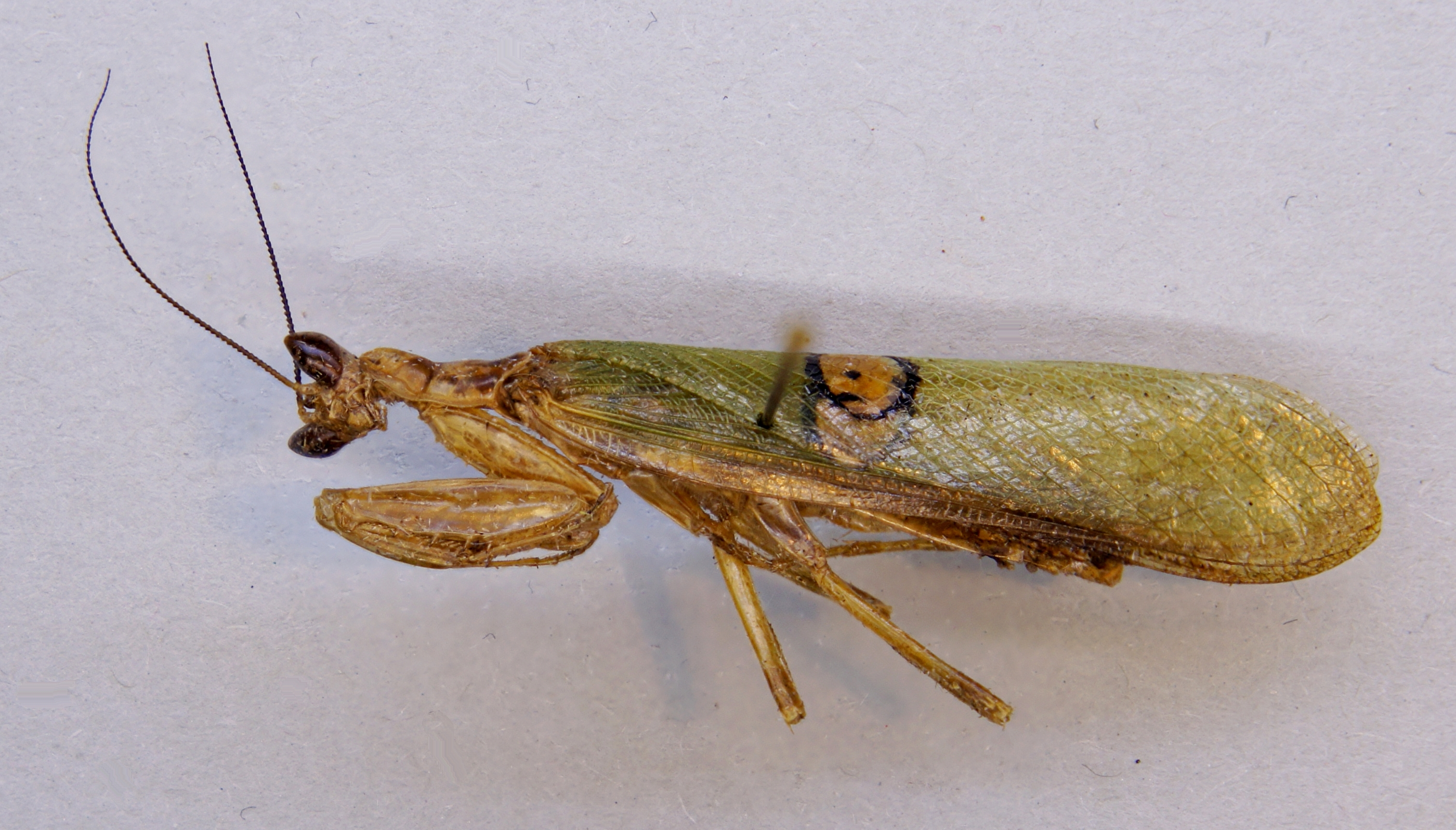
Creobroter fuscoareatus, Таїланд
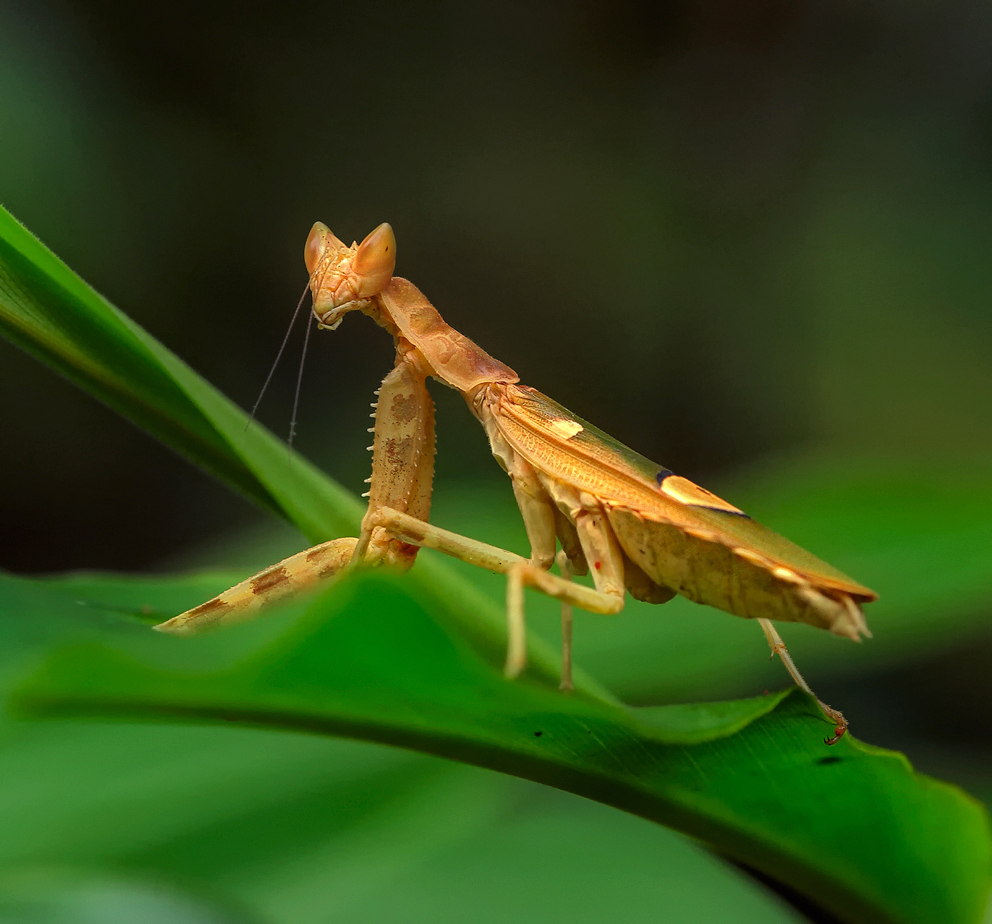
Creobroter meleagris, Лаос
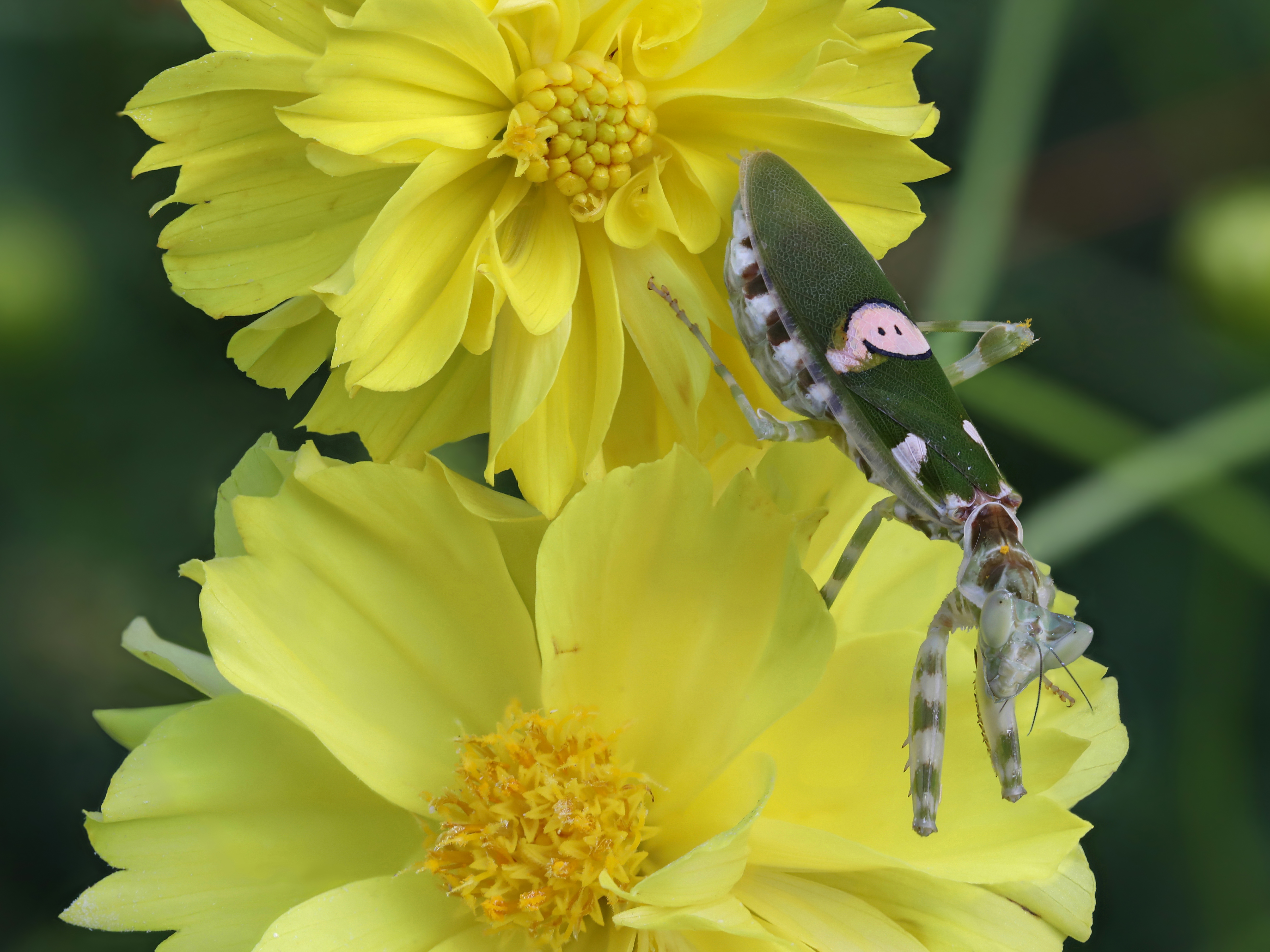
Creobroter gemmatus, Лаос
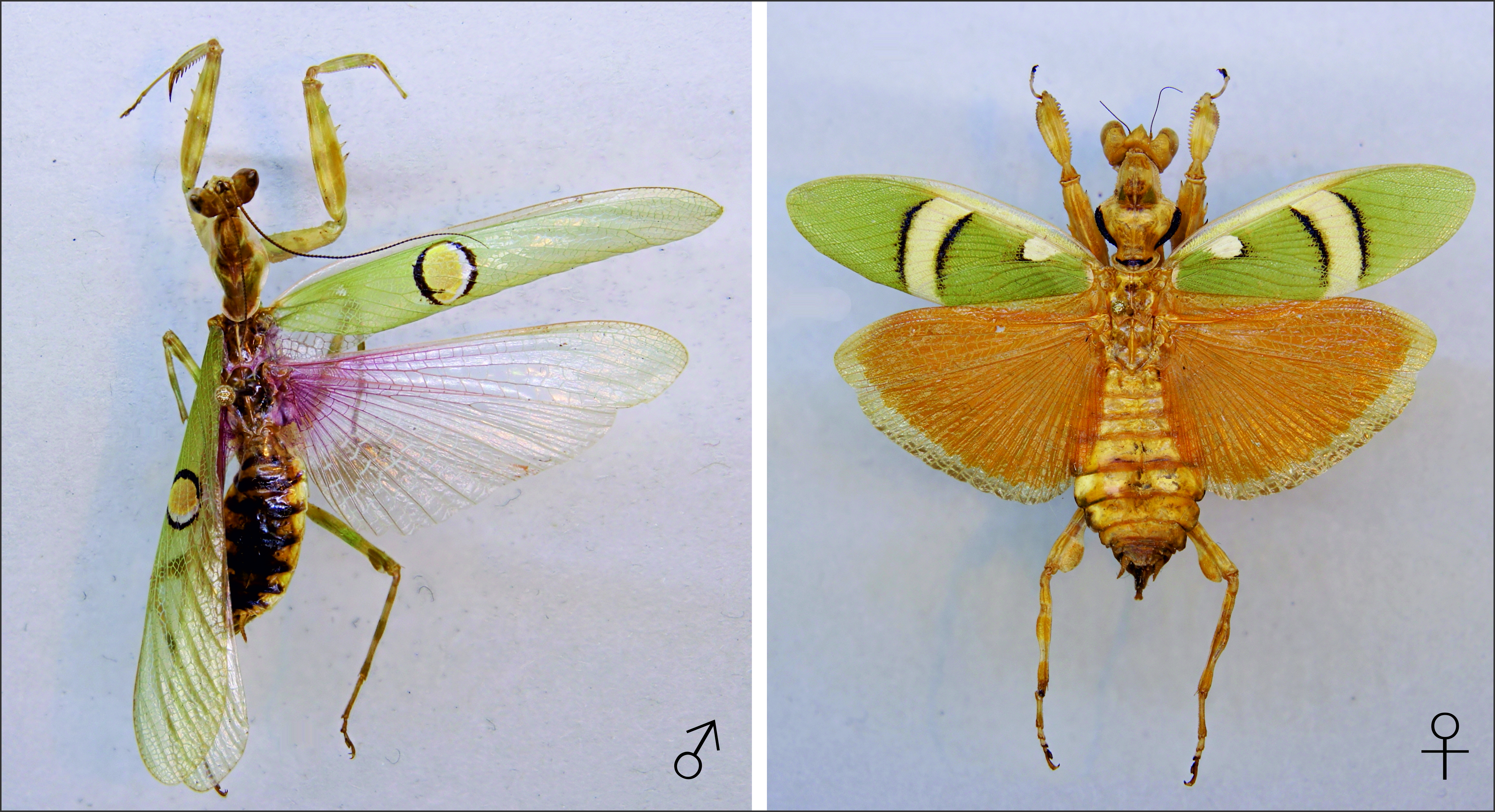
Creobroter pictipennis, Малайзія
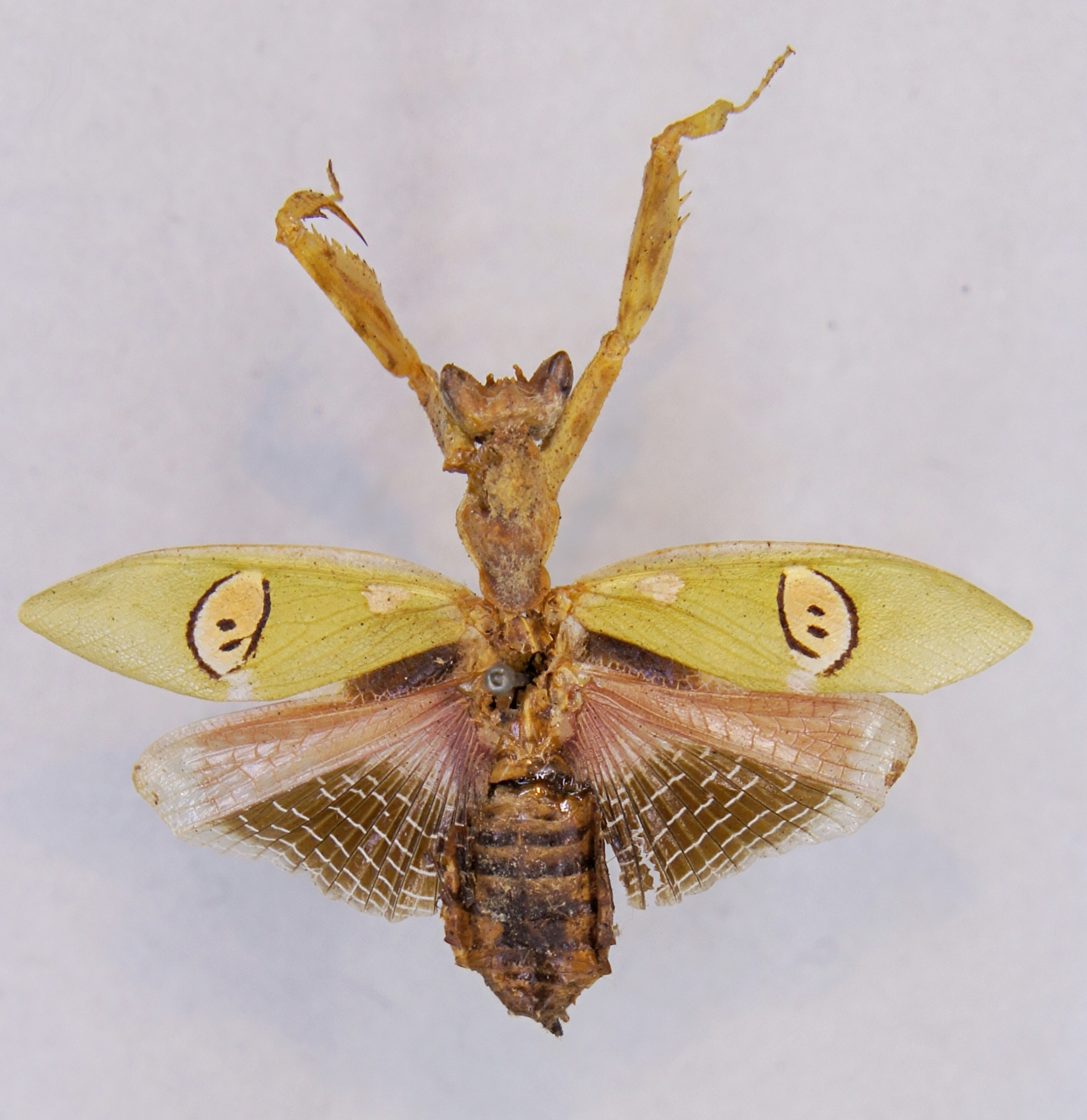
Creobroter urbanus, Малайзія